# Хмелницки
Хмелнѝцки (на украински: Хмельницький) е град в Западна Украйна, административен център на Хмелницка област. Пощенският му код е 29000.

## География
Градът е разположен на река Южен Буг. Има население от 254 000 жители (2005) и площ от 90 км².

## История
За първи път е споменат през 1431 година. Предишните му имена са: Плоскиров – до 1795 г., и Проскуров – до 1954 г. Днешното му име е в чест на украинския национален герой Богдан Хмелницки. Получава статут на град през 1566г.

## Икономика
Водещи области на промишлеността: машиностроене, металообработка, електроника, хранителна, лека и др. в града е разположен пазар на едро, наричан „Толкучка“ или „Туча“, който е нареждан на 3-то място в Европа по обем на продажбите.

## Личности
- Святослав Фьодоров (1927) – съветски хирург
- Анатолий Кашпировски (1939) – съветски психотерапевт
- Александър Руцкой (1947) – руски политик

## Побратимени градове
- Бор (Сърбия)
- Силистра, България